# 風林火山 (1992年のテレビドラマ)
『風林火山』（ふうりんかざん）は、1992年12月31日に日本テレビ系列で放映された『年末時代劇スペシャル』第8作で、『年末時代劇スペシャル』において大晦日に放送された最後の作品。サブタイトルは「武田の軍師・山本勘助の愛と野望」。

## 概要
戦国時代半ば。乱世において、それぞれの夢と愛、そして悲しみをテーマとして描かれた井上靖の同名小説を映像化したもの。同シリーズにおいて、戦国時代が舞台となる題材を扱うのは初めてである。
主演は4年ぶりとなったシリーズお馴染みの里見浩太朗。本作では、予て里見が演じてみたかったという山本勘助を演じた。また、隻眼という異形の兵法者である勘助とは対照的な、武田家中随一の美男の将と伝わる高坂昌信も二役で演じた。主演俳優が同一の役を2人で演じるケースはあったが、1人の俳優が二役を演じるのはシリーズ中本作が唯一である。放送枠は前年の5時間枠から、4時間30分枠に短縮されている。
また、勘助の主君・武田信玄には舘ひろし。舘はヒロインである側室・諏訪の姫（由布姫）を演じた古手川祐子とは1979年のTVドラマ『西部警察』で共演済みであった。
その他の配役は、信玄の宿敵・上杉謙信役に髙嶋政宏、武田義信役には里見の長男である佐野圭亮、川中島の決戦で勘助と対決する上杉軍武将・鬼小島弥太郎役に山城新伍など。クライマックスの川中島戦闘シーンや、信濃侵攻における数々の合戦シーンなど、TVドラマ規模ながら、ダイナミックなアクションシーンを実現している。
このシリーズのほとんどを手がけた杉山義法（謙信を主人公としたNHK大河ドラマ『天と地と』の脚本を担当）による脚本も、勘助を冷徹かつ、ギラギラとした生臭いイメージから、人情厚い熱血漢として描き、若き信玄には、耳が痛くなるほど諌言をしながら叱る他、由布姫とのプラトニックなロマンスを描くなどした。更に本シリーズには珍しくコミカルなやりとりを増やし、感情移入しやすい物語とキャラクターの構成を目指した。ナレーターは4代目となる中野誠也がつとめ、近藤房之助&クンチョーが主題歌『夢を継ぐ人』を歌っている。

## あらすじ

### 第一部「野望編」
世は戦国。武勇と知略で雌雄を決する時代において、山本勘助はいまだに大望を成せず、兵法家を称しながら一介の素浪人に甘んじていた。だが、浪人仲間の青木大膳が持ち出した、甲斐・武田家への仕官の話に興味を覚えた勘助は、策を講じて何とか武田の重臣・板垣信方の目にとまることとなる。折りしも、武田家当主・武田信虎が長男・晴信によって駿河に追放された直後。若き晴信は、勘助を厚遇で召抱えた。だが、甘利備前守をはじめとする家臣一同は、なかなか勘助を認めようとはしなかった。
そうした中で、隣国・信濃諏訪へ侵攻することとなった武田軍は、勘助の一計によって戦闘を回避することに成功する。その和睦の席で、敵将・諏訪頼重の美しい娘・由布姫と出逢ったが、姫から「醜い顔」となじられる。勘助は姫に対し、これまでにない複雑な感情を覚え、狼狽する。
晴信は、信濃経営を念願とし、幾たびか出兵する。だが、甘利をはじめ板垣など重臣たちが次々と戦死を遂げ、道のりは決して平坦なものではなかった。そんな時、晴信の側室となっていた由布姫が勘助の目を盗んで失踪する。勘助は、吹雪の中をさ迷い歩き、姫を救い出す。その時、勘助は初めて素直に自らの感情を姫に顕にする。時同じくして、後に晴信と宿命的な対決をすることになる越後の虎・長尾景虎が動き出そうとしていた。

### 第二部「愛憎編」
信濃経営を目前としている今、勘助には3つの願い事があった。一つは越後の長尾景虎を成敗すること。一つは、由布姫が産んだ晴信の子・四郎勝頼の初陣を見ること。そしてもう一つは、晴信の好色な性格を正すことだった。だが、最後の願い事は、勘助にとっても難題であった。晴信は由布姫のほかにももう1人、於琴姫という美しい姫に熱を上げている。その姫の存在を勘助には隠し通そうとする晴信の姿に、勘助は呆れる他なかった。そこで、勘助は晴信が尊敬する足利氏の高僧・桃首座を招き、晴信に説法を試みる。ついに晴信は観念し出家を決意、以後、信玄と号することとなった。勘助もまた剃髪し、道鬼と号した。
その後、信玄は上杉の名跡を継ぎ関東管領に任ぜられた景虎改め上杉政虎を睨みつつ、駿河の今川、相模の北条と三国同盟を結び、精力的に奔走する。だが、桶狭間の合戦で今川が敗れ、勝った尾張の織田信長が台頭を始めた頃から、信玄の周囲も風雲急を告げる事態となる。信玄と嫡男・太郎義信との確執の始まり。そして、由布姫の病死。初陣を千秋の思いで待つ勝頼の存在。
それぞれの思いの中、第4回の川中島の合戦が始まる。味方の大半を高坂昌信らが率いる別動隊に割き、上杉の背後を突こうとする武田の策を見越したかのように、上杉勢は八幡原に着陣する。武田勢劣勢のまま戦闘は始まる。信玄は、別動隊合流までの間持ちこたえようと檄を飛ばし、鶴翼の陣で上杉に応戦する。いつしか、本陣には信玄ただ一人。静寂の中、謙信が単騎にて信玄の眼前に現れ、襲いかかる。しかし大将同士の凄まじい一騎討ちが繰り広げられている時、勘助は既に戦場の片隅で力尽きていた。勘助の遠のく意識の中に甦るもの、それは由布姫の笑顔であった。

## 登場人物
- 山本勘助 / 高坂昌信（二役）：里見浩太朗
- 由布姫：古手川祐子
- 於琴姫：田村英里子
- 長尾景虎：高嶋政宏（特別出演）
- 武田信繁：川野太郎
- 織田信長：竹内力
- 甘利虎泰：中尾彬
- 飯富虎昌：勝部演之
- 板垣信方：夏八木勲
- 桃首座：大滝秀治
- 武田信虎：丹波哲郎（特別出演）
- 東雲半次郎：亀石征一郎
- 馬場信春：福田豊土
- 小幡織部正：秋山武史
- 原美濃守：御木裕
- 瀬尾五郎丸：小野寺充
- 尾上：宮田圭子
- 武田勝頼：藤田哲也
- 伊吹剛、野口ふみえ、武藤章生、森章二、伊庭剛、竜川真、石野太呂字、当銀長太郎、有川正治、鳴尾よね子、谷口由香、三田康二、澤村篤、福本清三、峰蘭太郎、白井滋郎、細川純一、高橋浩二朗、安藤彰則、木下通博、鈴木修平、高橋弘志、加藤三彦、河合綾子、神原千恵、西岡ちあき、加藤貴子、萩野要、木村英、上出裕司、奥田茂樹、高田智貴、久世茜、前田朋絵
- 武田義信：佐野圭亮
- 於里：小高恵美
- 今川義元：森次晃嗣
- 青木大膳：平泉成
- 於福：南田洋子
- おばば：春川ますみ
- 諏訪頼茂：横内正
- 酌婦：野川由美子
- 鬼小島弥太郎：山城新伍（特別出演）
- 三条夫人：池上季実子
- 武田晴信：舘ひろし

## スタッフ
- プロデューサー：岡部英紀、菊池昭康、今井正夫
- 原作：井上靖「風林火山」
- 監督：池広一夫
- 脚本：杉山義法
- 音楽：羽田健太郎
- 撮影：原田裕平
- 照明：岩見秀夫
- 録音：木村均
- 編集：祖田冨美夫
- 記録：内藤幸子
- 美術：高見哲也
- 助監督：和田圭一
- 整音：加藤正行
- 広報担当：難波佐保子
- スチール：村田規子、林晋
- 邦楽監修：中本哲
- 能指導：掛川昭二
- 演技事務：山下義明
- 擬斗：菅原俊夫（東映剣会）
  - 撮影助手：原田国一、山本辰也
  - 照明助手：亀山護、山本博万、平田吉伸、宇山　智久
  - 録音助手：佐藤茂樹、村上昌平
  - 編集助手：藤原　公司、田中みどり、岩崎幸子
  - 助監督：六車雅宣、中野広之
- 装置：岡田厚詩
- 装飾：長尾康久
- 小道具：高津商会
- 衣装：東京衣裳
- 美粧・結髪：東和美粧
- かつら・山崎かつら
  - 美術助手：辻野大
  - 装置助手：安川博通
  - 装飾助手：平野展弘、野口兼司
  - 衣装助手：中澤麻美、岡村幸恵
  - 進行助手：土生川明弘
- 騎馬：岸本乗馬センター
- 進行：福田雅弘
- 現像：IMAGICA
- 撮影協力：京都・大覚寺、粟生・光明寺、小口大八 御諏訪太鼓、杉山電機
- 音楽協力：日本テレビ音楽
- 音楽ディレクター：鈴木清司
- 主題歌：「夢を継ぐ人」（BMGルームス）
  - 作詞：売野雅勇　作曲：織田哲郎　編曲：川村栄二、葉山たけし　唄：近藤房之助&クンチョー
- 題字：小林與三次
- ナレーター：中野誠也
- プロデューサー補：大澤雅彦、広松肇、川村庄子
- 制作担当：北村良一
- 制作協力：東映太秦映像
- 制作：日本テレビ
- 製作著作：ユニオン映画

## 放送後
里見の熱演とは裏腹に、視聴率としては振るわず、制作側は本作を以って同シリーズの大晦日放映の撤退を決断する。
二部構成の作品も本作が最後となり、本シリーズ最後の里見出演作ともなっている。

## 関連作品
- 風林火山 (NHK大河ドラマ)
- 風林火山 (2006年のテレビドラマ)

| 日本テレビ系 年末時代劇スペシャル | 日本テレビ系 年末時代劇スペシャル | 日本テレビ系 年末時代劇スペシャル    |
| 前番組                            | 番組名                            | 次番組                               |
| --------------------------------- | --------------------------------- | ------------------------------------ |
| 源義経 （1991年）                 | 風林火山 （1992年）               | 鶴姫伝奇 -興亡瀬戸内水軍- （1993年） |